# ジェイ・ツジムラ
ジェイ・ツジムラ（JAY TSUJIMURA、1965年 - ）は、日本で活動するジュエリーデザイナー&クラフトマン。これまでポール・スミス、ダスティン・ホフマン、中田英寿、レニー・クラビッツ、ジュニア・バスケスなど。

## 略歴
- 1965年 - 三重県松阪市に生まれる。
- 1988年 - イギリス、ロンドンにて独学でジュエリーメイキングを開始。
- 1990年 - アメリカ、ニューヨークに拠点を移し、「J NEWYORK」ブランド設立。
- 2004年 - 日本に帰国。ブランド名を「JAY TSUJIMURA」と改め活動を始める。
- 2007年 - 東京、谷中にてスタジオ&ショップをオープン。